# Huub Stapel

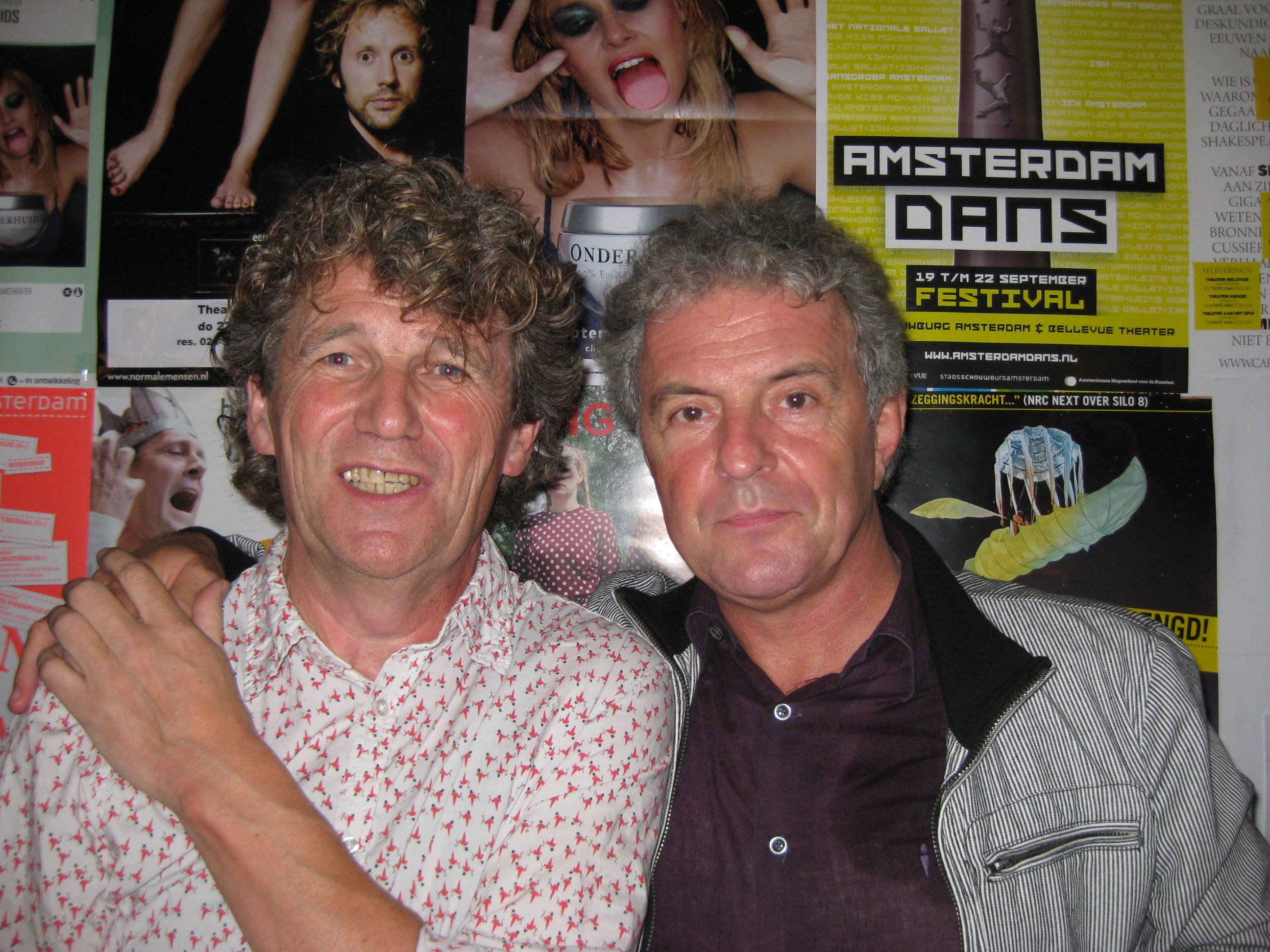
Gé Reinders en Huub Stapel

Hubertus Wijnandus Jozef Marie (Huub) Stapel (Tegelen, 2 december 1954) is een Nederlands acteur. Hij werd bekend door de films De lift (1983), Flodder (1986) en Amsterdamned (1988) van Dick Maas.

## Carrière
Nadat Stapel de mavo had afgerond, begon hij te werken als glazenwasser en automonteur. Hij had hiernaast een jaar amateurtoneel gedaan. Voor de toneelacademie Maastricht werd hij afgewezen wegens gebrek aan talent. Toen is hij in Rijswijk spellessen gaan volgen, waardoor hij na een jaar wel werd toegelaten tot de academie in Amsterdam. Eind 1975, toen zijn vader overleed, is hij weer in Tegelen gaan wonen en heeft hij zijn opleiding in Maastricht afgemaakt. Hij was de eerste student die afstudeerde met twee diploma's, het docenten- en het acteursdiploma. In zijn studiejaren kreeg hij contact met Guus Hermus, die hem vroeg voor de hoofdrol in het toneelstuk Harold and Maude.
Stapel zijn eerste filmrollen waren in films als Van de koele meren des doods en Ben Verbongs Het meisje met het rode haar. Toen de laatste genoemde film nagesynchroniseerd werd kon Stapel niet, waardoor Verbong zelf de stem van Stapel insprak. Ze kenden elkaar via de broer van Stapel. Later zou Stapel opnieuw samenwerken met Verbong voor de films De Schorpioen (1984) en De onfatsoenlijke vrouw (1991).
In 1983 brak hij grootschalig door met zijn hoofdrol als liftmonteur in de horror/thriller De lift van Dick Maas. Een vriend van Maas had Stapel op het toneel gezien. Door het succes volgde opnieuw een samenwerking met Maas: in 1986 speelde hij de rol van Johnnie Flodder in Flodder, waarvoor hij 12 kg aankwam, en in 1988 de rol van Eric Visser in Amsterdamned, waarbij hij een nekhernia opliep tijdens de opnames van de achtervolging door de grachten met de speedboot. Beide films van First Floor Features worden een enorm succes. Ook heeft hij een cameo in First Floor Featuresfilm Oh Boy! Hiernaast heeft Stapel een rol in Op hoop van zegen naast Leen Jongewaard.
In 1992 speelt Stapel in het langverwachte vervolg Flodder in Amerika! als Johnnie Flodder. In de televisieserie Flodder alsmede de film Flodder 3 liet Stapel deze rol aan Coen van Vrijberghe de Coningh, met wie hij samen te zien was in Het nadeel van de twijfel (1990) en De onfatsoenlijke vrouw (1991). Wel keerde Stapel nog één keer terug in Flodder: in 1999 was hij te zien als Paolo Marquez in de aflevering "Egotrip" van het vijfde televisieseizoen (opgenomen in 1997).
Verder was Stapel in gastrollen te zien op televisie in Theo en Thea (aflevering: Homoseksualiteit), In de Vlaamsche pot (aflevering: Trouwen) en Loenatik (aflevering: De milieuactie). Tussen 1992 en 1993 speelde hij de hoofdrol in de televisie Sjans en in 1997 in het eerste seizoen van de Vlaamse serie Windkracht 10.
Andere bekende producties waarin Stapel te zien is: Wet & Waan, Van God Los, De dominee, Terug naar de kust, Moeder, ik wil bij de Revue, Goedenavond, Dames en Heren en Zwarte Tulp.
Vanaf januari 2016 is Stapel te zien als Officier van justitie Hein Berg in de politieserie Flikken Rotterdam. In 2021 was hij te zien in de Netflix-film Ferry.
Hiernaast presenteerde Stapel als autoliefhebber de televisieprogramma's Stapel op auto's en Stapel in de States.
Stapel ontving op 16 juni 2014 voor het seizoen 2013/2014 de Johan Kaartprijs. Hij kreeg de prijs voor de theaterrollen die hij speelt in Mannen komen van Mars, vrouwen van Venus en God van de slachting.

## Muzikale carrière
Stapel nam samen met Mooder Hellup (de voorloper van Minsekinder) een cd op met het carnavalsliedje Och waas ik maar beej mooder toësgebleve van Thuur Luxembourg en Frans Boermans, dat eerder in een Nederlandstalige bewerking van Johnny Hoes een landelijke hit was. Het was Stapels versie die Vic van de Reijt op plaats 14 opnam in zijn Top 100 Nederlandstalige singles. Voor deze Nederlandstalige versie werd hij in 1993 wegens het 'verloochen van zijn afkomst' in zijn voormalige geboorteplaats veroordeeld tijdens het ludieke Kaetelgerich. Het origineel werd echter geschreven en, als eerste, opgenomen door Thuur Luxembourg en Frans Boermans. Met Gé Reinders zong Stapel het duet Ja Ja Limburgia.

## Privé
Stapel trouwde op zijn vijftigste verjaardag en is inmiddels gescheiden.

## Filmografie

### Nederlandse producties
- Zussen (televisieserie, 2024) - Johan Veenstra
- Eén grote familie (2023-heden) - Ger Smeets
- De Vuurlinie (2023) - Hoofdofficier van Justitie
- Ome Cor (2022) - Joop (bloemenman)
- Ferry (2021) - Ralph Brink
- Op gepaste afstand (kortfilm, 2020) – vader Eef
- The Holzer Files (documentaire, 2020) – Gerrit Witte
- De 12 van Schouwendam (televisieserie, 2019) – Gerrit Witte
- Redbad (2018) – Aldigisl
- Blijf van mijn kind (2018) – Detective
- De zevende hemel – Max
- Land van Lubbers (televisieserie, 2016) – oud-politicus Ruud Lubbers
- Flikken Rotterdam (televisieserie, 2016–heden) – Hein Berg
- Zwarte Tulp (televisieserie, 2015–2016) – Luuk Vonk
- Goedenavond dames en heren (televisieserie, 2015) – Benno
- Hemel op aarde (2013) – Pastoor
- A Perfect Man (2013) – Pieter
- Moeder, ik wil bij de Revue (televisieserie, 2012) – Jacob Somers
- Bellicher: Cel (2012) – Steiner
- De Goede Dood (2012) – Michael
- Hart tegen Hard (2011) – Ome Ben / Ben Berendsen
- U & Eye (2011) – Carpenter
- Titten (2011)
- Sint (2010) – Sint
- Iep! (2010) – Warre
- Terug naar de kust (2009) – Victor
- De nachtmerrie van Ina Post (2009) – Co van Wonderen
- Het wapen van Geldrop (2008) – Piet Veerman
- Alles is Liefde (2007) – rol onbekend
- Flikken Maastricht (televisieserie) – Geert Veldkamp (afl. "Kogelvis", 2007)
- SEXtet (2007) – Bram
- Johan (2005) – Rinus Dros
- De dominee (2004) – Vader van Klaas
- Finding Nemo (2003) – Gill (stem, Nederlandse versie)
- Show Yourself (televisieserie, 2003–2004) – Carlo
- Klem in de draaideur (2003) – Dato Steenhuis
- Verder dan de maan (2003) – Mees Werner sr.
- Van God Los (2003) – Herbert Meijer
- 'n Stukje humor (2002) – Gerard
- Het achterland (televisiefilm, 2001) – Alex
- De Nacht van Aalbers (televisiefilm, 2001) – rol onbekend
- Loenatik (televisieserie) – Automonteur (afl. "De milieuactie", 2001)
- Dial 9 for Love (2001) – Pieter
- Wet & Waan (televisieserie) – Herman Vlieger (10 afleveringen in seizoen 1, 2000 en 10 afleveringen in seizoen 2, 2003)
- Oh oh Den Haag (televisieserie) – Wim van Tol (2000)
- Rent a Friend (2000) – Dhr. Bloedworst
- Retour Den Haag (televisiefilm, 1999) – Ed. van Thijn
- Flodder (televisieserie) – Paolo Marquez (afl. "Egotrip", 1999)
- Mortinho por Chegar a Casa (1996) – Joris
- De zeemeerman (1996) – Timo Babel
- Walhalla (1995) – Raymond de Feyter
- De Partizanen (miniserie, 1995) – Hendrik
- Hoffman's honger (1993) – Baruch Spinoza
- Oog in oog (televisieserie) – Peter Gubbels (afl. onbekend, 1992)
- Flodder in Amerika! (1992) – Johnnie Flodder
- Sjans (televisieserie) – Sjaak Massini (1992–1993)
- Oh Boy! (1991) – Jongen in sportwagen
- De onfatsoenlijke vrouw (1991) – Leon
- Amsterdamned (1988) – Eric Visser
- Het Twentsch paradijs (televisiefilm, 1988)
- Flodder (1986) – Johnnie Flodder
- Op hoop van zegen (1986) – Geert
- Maria (1986) – Paolo Pietrosanti
- De Dream (1985) – Inspecteur van politie
- De Schorpioen (1984) – Vaandrig
- Mensen zoals jij en ik (1984) - Ursus (Tv serie) verhuizer
- De lift (1983) – Felix Adelaar
- De zwarte ruiter (1983) – Floor
- De Weg (televisieserie) – Jan Nieuwenhuis (1983)
- Willem van Oranje (televisieserie, 1984) – Anjou
- Van de koele meren des doods (1982) – Herman
- Het meisje met het rode haar (1981) – NSB'er

### Duitse producties
- Eisfieber (2010) – Harry Mac
- Mein Herz in Chile (2008) (televisiefilm) – Herbert Hansen
- Alarm für Cobra 11 - Die Autobahnpolizei (televisieserie) – Sander Kalvus (afl. "Auf eigene Faust", dubbele aflevering, 2008)
- Donna Roma (televisieserie) – Konstantin (4 afl., 2007)
- Verrückt nach Clara (televisieserie) – Bernd (7 afl., 2007)
- Unter Verdacht (televisieserie) – Stewens (afl. "Ein neues Leben", 2006)
- M.E.T.R.O. - Ein Team auf Leven und Tod (televisieserie) – Magnus van Royen (afl. "Krim-Kongo", 2006)
- SOKO Kitzbühel (televisieserie) – Henrik van Huisen (afl. "Magischer Mord", 2006)
- Sperling (televisieserie) – Johan Kerkman (afl. "Sperling und der Fall Wachutka", 2005)
- Das beste Jahr meines Lebens (televisiefilm, 2005) – Niklas Vandenberg
- Die andere Frau (televisiefilm, 2004) – Henk
- Das Duo (televisieserie) – Helmut Felser (afl. "Im falschen Leben", 2002)
- Auf Herz und Nieren (2001) – Nemeth
- Auf Schmalem Grat (televisiefilm, 2000) – Joachim Behrens
- Late Show (1999) – Bankdirecteur
- Tatort (televisieserie) – Uli Lischka (afl. "Offene Rechnung", 1999)
- Ein starkes Team (televisieserie) – Milan Petkowicz (afl. "Braunauge", 1999)
- Die Neue - Eine Frau mit Kaliber (televisieserie) – Vandeberg (afl. "Stille Nacht, tödliche Nacht", 1998)
- Hauptsache Leben (televisiefilm, 1998) – Dominik
- Kai Rabe gegen die Vatikankiller (1998) – Karl Bresser
- Widows - Erst die Ehe, dann das Vergnügen (1998) – Konrad Sommer
- Eine ungehorsame Frau (televisiefilm, 1998) – David
- Knockin' on Heaven's Door (1997) – Frankie 'Boy' Beluga
- Der Schutzengel (televisiefilm, 1997) – Peter Becker
- Stockinger (televisieserie) – Dr. Paolo van Voorst (afl. "Undschuldslämmer", 1996)
- Zockexpress (1991) – Dany
- In the Shadow of the Sandcastle (1990) – rol onbekend
- Die kurve kriegen (1985) – Jan

### Vlaamse producties
- Smoorverliefd (2010) – Theo Cremer
- Oh no! It's a woman. (2010)
- Windkracht 10 (televisieserie, 1997–1998) – Sergeant Dirk de Groot (duiker gedurende de eerste reeks)

### Franse producties
- Vertige pour un tueur (1970) – rol onbekend

### Amerikaanse productie
- The Attic: The Hiding of Anne Frank (televisiefilm, 1988) – Jan Gies

## Theater
- Het huwelijk (2019)
- Mannen komen van Mars
- Napoleon op Sint-Helena – Napoleon Bonaparte
- Harold en Maude
- Vrijen (stichting D.R.A.M.)
- Onder het Melkwoud (stichting D.R.A.M.)
- Moordspel (met Ton Lensink)
- Democraten – Willy Brandt
- Eten met vrienden (voor deze rol werd hij genomineerd voor een Louis d'Or)
- Mephisto
- Kentering van een huwelijk
- Art (met Victor Löw en Sjoerd Pleijsier)
- Mannen komen van Mars, vrouwen van Venus
- De Kus (2010, met Carine Crutzen)
- MV2
- Soldaat van Oranje (2014) – François van 't Sant
- Intouchables – François (de man in de rolstoel)
- Vastgoed BV
- Hanna van Hendrik – Hendrik
- Het Geluk van Limburg (2025) - Huub Vincken

## Televisieprogramma's
- TAFKAS (muziekprogramma, TROS, 1998)
- Veronica Auto/Stapel op auto's (VOO, Veronica, TROS, RTL 5, 1994-2004)
- De Vloer Op (improvisatieprogramma) – verschillende rollen (vanaf 2002)
- De gouden koets (RTL 5, vanaf 2002)[3][4]
- Stapel in de States (RTL 5, 2005)
- Oberon (realityserie van TROS en Eén, 2005) - raadsheer Zebardyn
- Stapel op Werk (voor de Limburgse televisie[bron?])
- S.T.A.P.E.L. (Het Gesprek, 2007)
- RTL GP: Formule 1 (2007)
- Nina Nazarova aan de top! (2010)
- Napoleon in Holland (Omroep MAX, 2019)
- Langs de Rijn (Omroep MAX, 2020)
- Langs de Maas (Omroep MAX, 2021)
- Het Dorp (Omroep MAX, 2021-2022)
- Eens ging de zee hier tekeer (Omroep MAX, 2022)
- Langs de Kust (Omroep MAX, 2022)
- Langs de Ĳssel (Omroep MAX, 2023)
- Het Vuur van de Friezen (Omroep MAX, 2024)
- Het Nieuwe Land (Omroep MAX, 2024)
- De Grooten Tour van de Gebroeders De Witt (Omroep MAX, 2024)
- Langs de Schelde (Omroep MAX, 2025)